# Rusguniae
Rusguniae (łac. Diocesis Rusguniensis) – stolica historycznej diecezji we Cesarstwie rzymskim w prowincji Mauretania Cezarensis, zlikwidowana w VII w. podczas ekspansji islamskiej, współcześnie w północnej Algierii. Obecnie katolickie biskupstwo tytularne. 

## Biskupi tytularni
| Lp. | Biskup                               | Funkcja                                                       | Od                   | Do                |
| --- | ------------------------------------ | ------------------------------------------------------------- | -------------------- | ----------------- |
| 1   | José Gabriel Anaya y Diez de Bonilla | emerytowany biskup Zamory (Meksyk)                            | 15 września 1967     | 6 stycznia 1976   |
| 2   | Paul Zingtung Grawng                 | biskup pomocniczy Myitkyina (Birma)                           | 24 stycznia 1976     | 9 grudnia 1976    |
| 3   | Rigoberto Corredor Bermúdez          | biskup pomocniczy Pereiry (Kolumbia)                          | 26 lutego 1988       | 30 listopada 1996 |
| 4   | Anthony Ireri Mukobo                 | biskup pomocniczy Nairobi wikariusz apostolski Isiolo (Kenia) | 22 grudnia 1999      | 15 lutego 2023    |
| 5   | Simeon Nwobi                         | biskup pomocniczy Ahiary (Nigeria)                            | 14 października 2023 | 3 maja 2024       |
| 6   | Peter Chao Yung-Chi                  | biskup pomocniczy Tajpej (Tajwan)                             | 5 lutego 2025        |                   |